# Hugo von Pohl
Hugo von Pohl (Breslau, 25. kolovoza 1855. -  Berlin, 23. veljače 1916.) je bio njemački admiral i vojni zapovjednik. Tijekom Prvog svjetskog rata bio je načelnik Admiraliteta, te zapovjednik Flote otvorenog mora.

## Vojna karijera
Hugo von Pohl rođen je 25. kolovoza 1855. u Breslauu. Pohl je kao kadet u mornaricu stupio 1872. godine. Služio je u raznim mornaričkim jedinicama kao i u ministarstvu mornarice, te se istaknuo prilikom međunarodne intervencije u Kini 1900. godine. Te godine unaprijeđen je u čin kapetana, da bi 1906. godine bio promaknut u čin kontraadmirala. U siječnju 1913. promaknut je u čin viceadmirala, da bi u travnju te iste godine postao načelnikom Admiraliteta. Te iste godine od cara Vilima II. dobiva i plemićku titulu.

## Prvi svjetski rat
Početak Prvog svjetskog rata Pohl dočekuje na mjestu načelnika Admiraliteta. Pohl je, kao i car Vilim i njemački kancelar Bethmann Hollweg, vjerovao da njemačka Flota otvorenog mora (Hochseeflotte) treba predstavljati prijetnju Velikoj Britaniji, te da je ne treba izlagati rizičnim napadima protiv nadmoćnije britanske Velike flote (Grand Fleet). Bio je kritičan prema zagovornicima ofenzivnijeg pristupa kao što je bio ministar mornarice Alfred von Tirpitz koji su zagovarali stajalište da flota treba poduzimati napadačke akcije. Međutim, dok je bio oprezan u pogledu operacija flote i površinskih brodova, Pohl je bio veliki zagovornik podmorničkog ratovanja. Pohlova defanzivna pomorska strategija rezultirala je da njemačka flota početkom rata nije izvodila velike ofenzivne operacije. Pohl se primjerice do siječnja 1915. sastao sa zapovjednikom Flote otvorenog mora admiralom Friedrichom von Ingenohlom svega jednom.
Nakon njemačkog neuspjeha u Bitci kod Dogger Banka Pohl je 2. veljače 1915. zamijenio Ingenohla na mjestu zapovjednika Flote otvorenog mora. Dva dana nakon imenovanja 5. veljače 1915. Pohl je dao naredbu za provođenje neograničenog podmorničkog ratovanja kojom je podmornicama naloženo da u vodama Velike Britanije i Irske potapaju sve brodove, bez obzira na sigurnost posada. Navedena naredba je, nakon protesta neutralnih država i energične note SAD, odlukom cara znatno ublažena. U odnosu na površinsku flotu Pohl je ostao vjeran svojoj defanzivnoj strategiji tako da Flota otvorenog mora tijekom njegova zapovijedanja osim izviđačkih akcija gotovo da nije izlazila iz baza.

## Smrt
Početkom siječnja 1916. Pohl se razbolio. Dijagnosticiran mu je 8. siječnja 1916. rak jetre, te je hitno prebačen najprije na bolnički brod i nakon toga u Berlin na operaciju. Zbog bolesti je morao napustiti mjesto zapovjednika Flote otvorenog mora, te ga je 23. siječnja 1916. na tom mjestu zamijenio znatno ofenzivniji viceadmiral Reinhard Scheer. Hugo von Pohl je mjesec dana poslije, 23. veljače 1916., preminuo u Berlinu u 60. godini života. 

## Vanjske poveznice
(eng.) Hugo von Pohl na stranici First World War.com

(eng.) Hugo von Pohl na stranici Prussianmachine.com

| Prethodnik:            | Zapovjednik Flote otvorenog mora Hugo von Pohl | Nasljednik:     |
| Friedrich von Ingenohl | Zapovjednik Flote otvorenog mora Hugo von Pohl | Reinhard Scheer |